# 안나 페트로브나 황태녀
 안나 페트로브나 황태녀(러시아어: Цесаревна Анна Петровна, 1708년 1월 27일 ~ 1728년 3월 4일)는 러시아 제국의 황족으로 표트르 1세 황제와 예카테리나 1세 황후 부부의 딸이다.

## 생애
1708년 1월 27일에 모스크바에서 표트르 1세 황제와 그의 2번째 황후인 예카테리나 1세의 첫째 딸로 태어났으며 옐리자베타 페트로브나 황제의 언니에 해당한다. 출생 당시에는 부모가 결혼하지 않은 상태였기 때문에 사생아였으나 1712년에 부모가 합법적인 결혼을 했다. 안나 페트로브나는 영리해서 좋은 교육을 받았고 프랑스어, 독일어, 이탈리아어, 스웨덴어를 유창하게 구사했다고 한다.
1724년에는 스웨덴의 칼 12세 국왕의 조카였던 카를 프리드리히 폰 슐레스비히홀슈타인고토르프 공작과 약혼했다. 안나 페트로브나는 스웨덴의 왕위 계승 과정, 덴마크가 차지하고 있던 슐레스비히를 탈환하려는 계획에서 러시아의 지원을 획득하려는 방안을 구상했다. 하지만 뉘스타드 조약의 체결을 계기로 러시아가 스웨덴의 내정에 간섭하지 않겠다고 약속하면서 이러한 구상은 실현되지 않았다.
1725년 1월에 표트르 1세 황제가 사망했다. 표트르 1세는 자신의 첫째 딸인 안나 페트로브나를 후계자로 지명했다는 역사가의 주장이 있지만 확증은 없다고 여겨지고 있다. 1725년 5월 21일에는 안나 페트로브나가 상트페테르부르크에서 카를 프리드리히 추 슐레스비히홀슈타인고토르프 공작과 결혼했다. 카를 프리드리히는 예카테리나 1세 황제가 신설한 최고 비밀회의에 참여했다.
1727년에 예카테리나 1세가 사망하면서 표트르 2세가 러시아의 새 황제로 즉위했다. 이 과정에서 카를 프리드리히 공작이 러시아 황실에서 권력을 행사하고 있던 알렉산드르 멘시코프와의 갈등을 빚게 되면서 안나 페트로브나의 지위가 불안정해졌다. 결국 안나 페트로브나는 1727년 7월 25일에 남편인 카를 프리드리히 공작과 함께 홀슈타인에 위치한 킬로 철수하게 된다.
안나 페트로브나는 1728년 2월 21일에 훗날 러시아의 표트르 3세 황제로 즉위한 카를 울리히를 출산했으나 1728년 3월 4일에 출산 후유증으로 인해 사망했다. 안나 페트로브나는 죽기 직전에 자신의 부모의 유해가 매장된 러시아 상트페테르부르크에 위치한 페트로파블롭스키 대성당에 매장해달라는 유언을 남겼다고 한다. 1728년 11월 12일에는 안나 페트로브나의 유해가 페트로파블롭스키 대성당에 매장되었다.